# 方廣德
方廣德（？年—？年），號扶予，河南南阳府南阳县人。明末政治人物。

## 生平
祖父方九功，嘉靖四十四年（1565年）乙丑科進士，官至工部侍郎。
方广德幼年号称神童，为唐王府仪宾，弱冠中天啓七年（1627年）丁卯科河南乡试舉人，崇祯元年（1628年）會試七十九名，未殿试，四年（1631年）登辛未科进士。工部观政，授松江府教授，五年升南京国子监博士，丁忧归乡卒。